# Ageratum
Ageratum là một chi thực vật có hoa trong tông Eupatorieae của họ Cúc (Asteraceae).
Chi này chứa từ 40 tới 60 loài cây thân thảo hoặc gần hóa gỗ, sống một năm hoặc lâu năm trong khu vực nhiệt đới hoặc ôn đới. Phần lớn các loài là bản địa Trung Mỹ và Mexico.
Chúng tạo thành các bụi cây nhỏ, có thể cao tới 75 cm (30 inch). Lá mọc đối, hình tim, trứng hay ôvan, có lông tơ hoặc lông măng. Mép lá hơi có khía.
Hoa hình ống, mịn mượt màu hồng, tím, lam hay trắng; mọc thành các đầu hoa, các đầu hoa này tập hợp lại thành ngù hoa. Quả bế khô, nhỏ.

## Các loài
Chi Ageratum gồm các loài:
1. Ageratum albidum
2. Ageratum altissima
3. Ageratum anisochroma
4. Ageratum ballotifolium
5. Ageratum candidum
6. Ageratum chiriquense
7. Ageratum chortianum
8. Ageratum conyzoides: Cỏ cứt lợn, cỏ hôi, bông thúi, bù xích, bù xít, cỏ cứt heo
9. Ageratum corymbosum
10. Ageratum echioides
11. Ageratum elassocarpum
12. Ageratum ellepticum
13. Ageratum fastigiatum
14. Ageratum gaumeri
15. Ageratum guatemalense
16. Ageratum hondurense
17. Ageratum houstonianum: Tam duyên, bù xích, cỏ hôi, cứt heo kiểng, cỏ tai gấu
18. Ageratum isocarphoides
19. Ageratum lavenia
20. Ageratum littorale
21. Ageratum lucidum
22. Ageratum lundellii
23. Ageratum maritimum
24. Ageratum meridanum
25. Ageratum microcarpum
26. Ageratum microcephalum
27. Ageratum molinae
28. Ageratum munaense
29. Ageratum myriadenium
30. Ageratum nelsonii
31. Ageratum oerstedii
32. Ageratum oliveri
33. Ageratum paleaceum
34. Ageratum panamense
35. Ageratum peckii
36. Ageratum petiolatum
37. Ageratum platylepis
38. Ageratum platypodum
39. Ageratum pohlii
40. Ageratum radicans
41. Ageratum riparium
42. Ageratum rugosum
43. Ageratum salicifolium
44. Ageratum salvanaturae
45. Ageratum scorpioideum
46. Ageratum solisii
47. Ageratum stachyofolium
48. Ageratum standleyi
49. Ageratum tehuacanum
50. Ageratum tomentosum

## Độc tính
Một vài loài Ageratum có độc do chứa các ancaloit pyrrolizidin. Ageratum houstonianum và Ageratum conyzoides (hai loài có ở Việt Nam) có thể gây ra các tổn thương gan và sinh ra u bướu.